# Laurens Vanthoor
Laurens Vanthoor (Hasselt, 8 maggio 1991) è un pilota automobilistico belga, vincitore della 24 Ore di Le Mans 2018 nella classe GT Pro e due volte della 24 Ore di Spa. Con la Porsche GT ha vinto due volte il Campionato IMSA WeatherTech SportsCar, nel 2019 e 2021. Mentre con Audi ha vinto il Blancpain Endurance Series nel 2014, l'Intercontinental GT Challenge  e la Coppa del Mondo FIA GT nel 2016. Nel 2024 è diventato campione del mondo d'endurance con la Porsche.
Suo fratello minore, Dries è un pilota professionista della BMW.

## Carriera

### Gli inizi

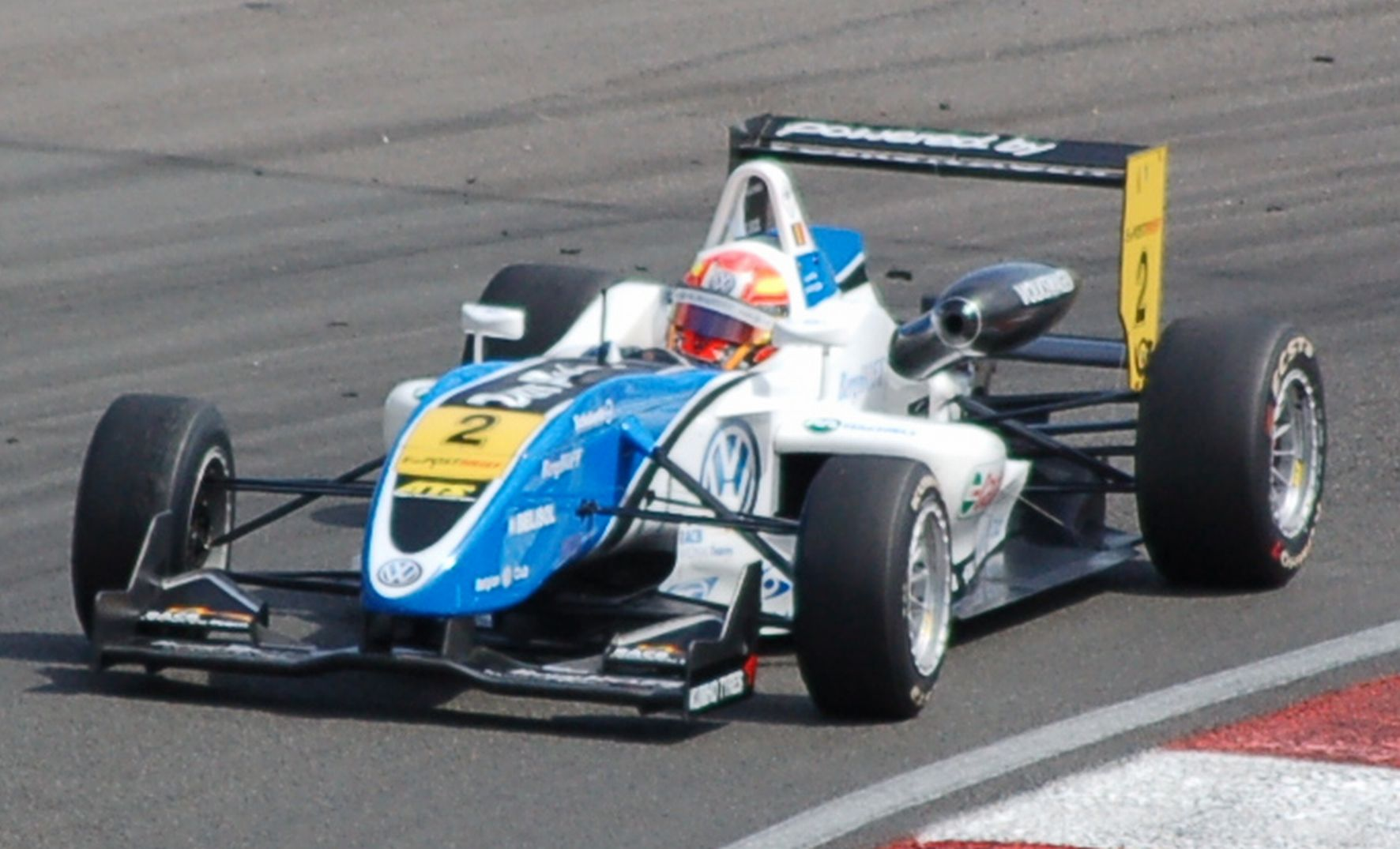
Laurens Vanthoor durante la F3 Euro Series 2011

Nato a Hasselt, Vanthoor inizia la sua carriera nel karting in tenera età. Nel 2005 è diventato campione francese e belga nella classe ICA-J e si è classificato quarto nel Campionato Europeo. Nel 2007 Vanthoor diventa pilota ufficiale del team CRG nella categoria KF2. Ma per un grave incidente che gli procura sei fratture rimane fermo per cinque mesi. Guarito dal infortunio arriva secondo nel Campionato Nord Europeo.
Nel 2008 esordisce in monoposto nella Formula 3 tedesca con il team Van Amersfoort Racing, nella sua prima stagione conquista due vittorie e tre pole, chiudendo quarto in classifica. Lo stesso anno partecipa anche al Gran Premio di Macao dove chiude sesto, stabilendo il record di più giovane pilota di sempre ad averne preso parte. L'anno seguente continua in Formula 3 con il team VAR, Vanthoor conquista ben undici vittorie e undici pole diventando campione nella serie con cinque gare d'anticipo. Dal 2010 passa al team Signature per competere nella F3 Euro Series, in due anni il pilota belga ottiene nove podi ma non riesce a raggiungere mai la vittoria. Dal 2012 Vanthoor lascia le corse in monoposto per dedicarsi al Gran Turismo.

### Pilota ufficiale Audi GT (2013-2016)

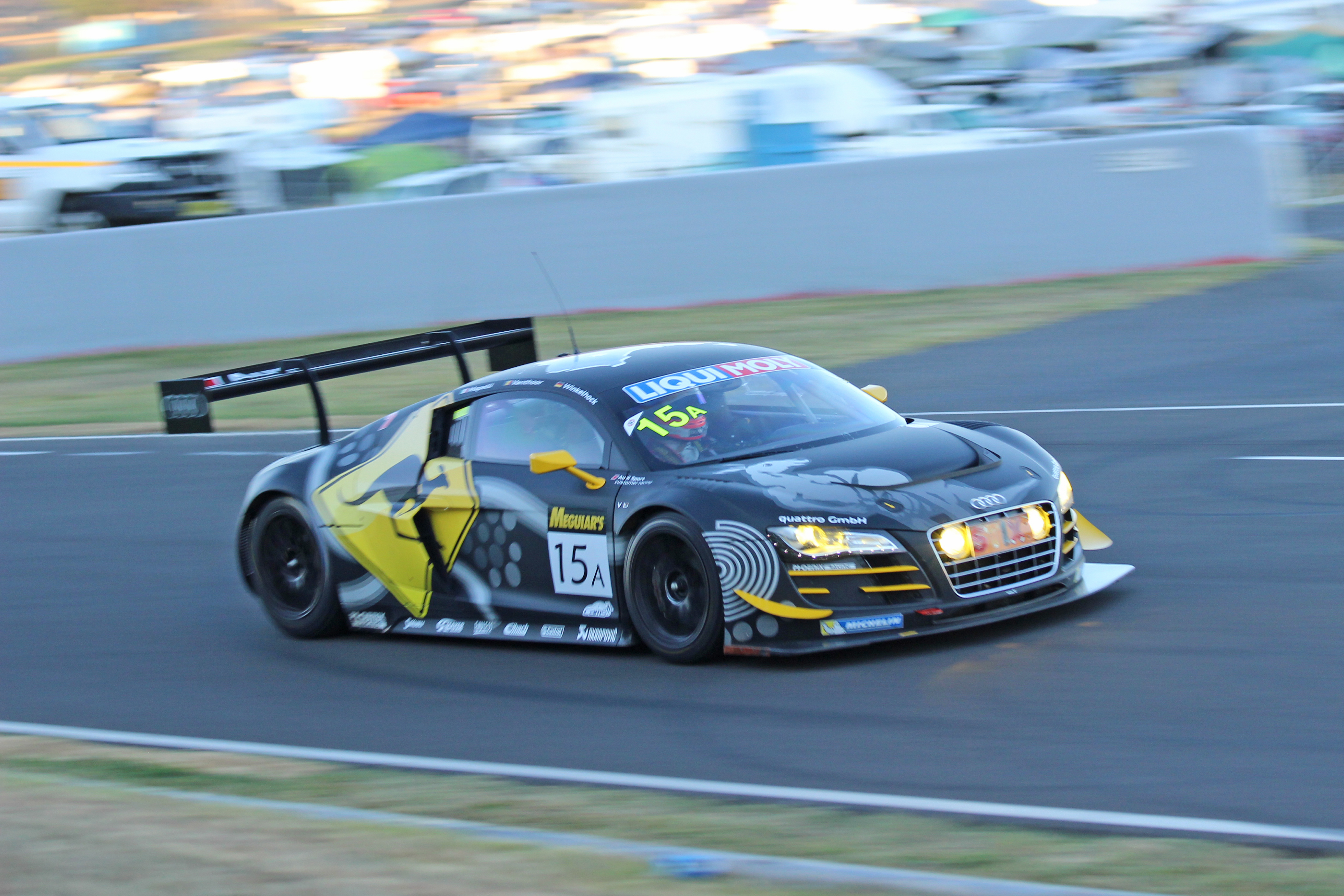
Laurens Vanthoor a guida della Audi R8 LMS ultra con cui ha vinto la 12 Ore di Bathurst

Dopo un anno nel GT come apprendista nel 2013 diventa pilota del Audi. Con il Team WRT già al primo anno vince la FIA GT Series e nel 2014 trionfa nella Blancpain Endurance Series e insieme a René Rast e Markus Winkelhock conquista la sua prima 24 Ore di Spa.
Nel 2015 chiude secondo nella 12 Ore di Bathurst dove stabilisce con la pole il nuovo record sul giro, nel resto della stagione ha corso anche tre gare della Stock Car Brasil e vince la 24 Ore del Nürburgring a guida della nuova Audi R8 LMS 2015. Il 3 ottobre durante il round di Misano valido per la Blancpain Endurance Series Vanthoor viene coinvolto i un grave incidente che lo tiene fuori gioco per il finale di stagione. Il belga torna al volante dopo tre mesi vincendo la 12 Ore di Sepang. L'anno seguente vince la 24 Ore di Dubai e sul circuito cittadino di Macao vince la Coppa del Mondo FIA GT. Il 3 dicembre viene annunciato il passaggio di Vanthoor dal Audi alla Porsche a partire dal 2017. Durante la sua ultima gara con Audi vince la 12 Ore di Sepang insieme a Robin Frijns e si laure campione del Intercontinental GT Challenge.   

### Pilota ufficiale Porsche GT (2017-2021)

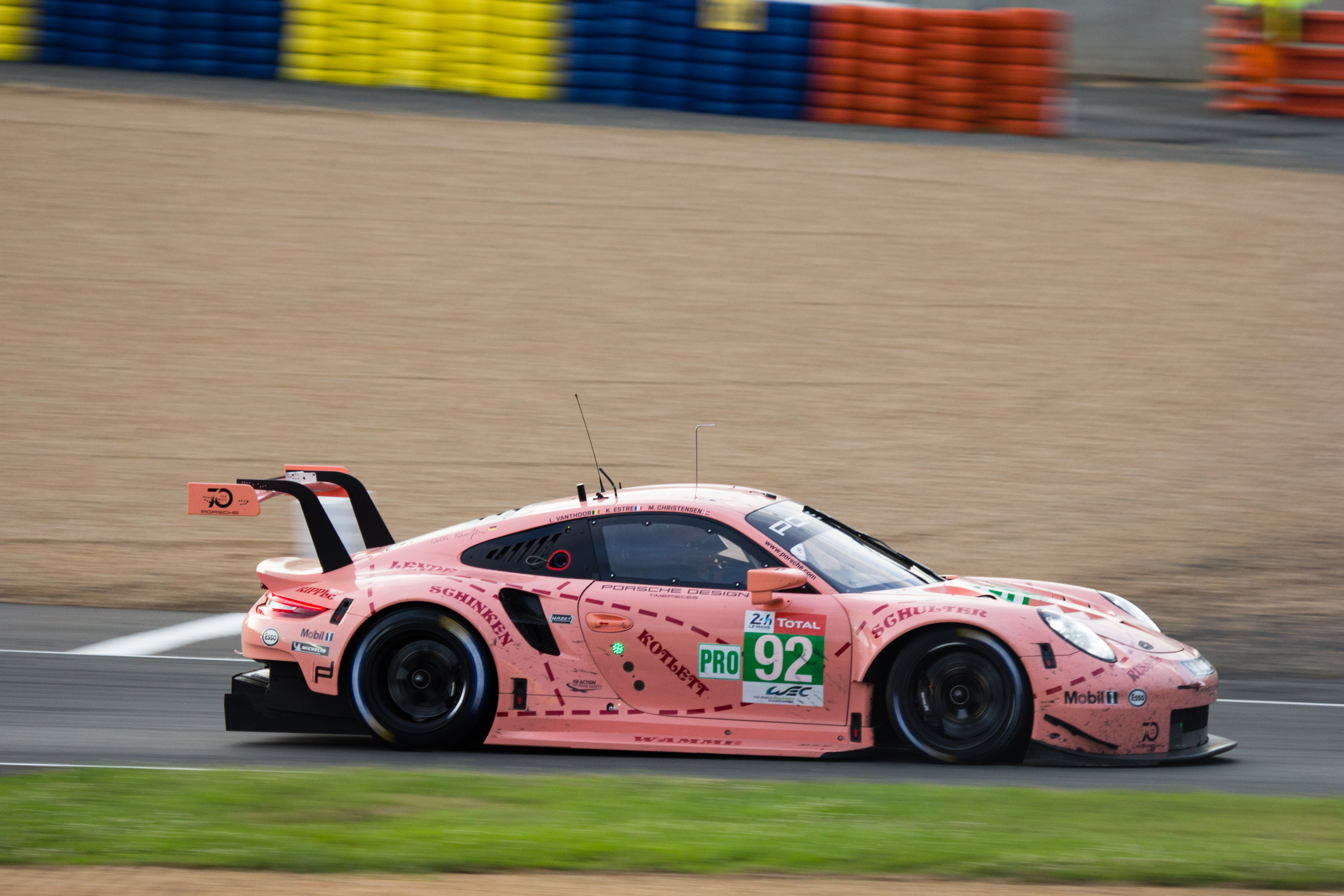
Laurens Vanthoor nel 2018 con la Porsche 911 RSR rosa

Nel 2017 diventa pilota ufficiale della Porsche ed esordisce nel Campionato IMSA WeatherTech SportsCar durante la 24 Ore di Daytona insieme a Kévin Estre e Richard Lietz. Dopo una prima stagione relativamente difficile nel 2018 a Mid-Ohio arriva la sua prima vittoria nella serie. Lo stesso anno partecipa insieme a Kévin Estre e Michael Christensen alla 24 Ore di Le Mans. L'equipaggio a guida della Porsche 911 RSR con l'iconica livrea rosa "pink pig" vince la gara nella classe GTE Pro.
Nel 2019 Vanthoor insieme a Earl Bamber vincono il Campionato IMSA WeatherTech SportsCar, il duo ha conquistato tre vittorie ed altri quattro podi. Nella stagione seguente il pilota belga ottiene una sola vittoria, sul Circuito di Laguna Seca. Sempre nel 2020 Vanthoor vince per la seconda volta la 24 Ore di Spa, gara valida per GT World Challenge Europe. A fine anno, la Porsche decide ti tenere Vanthoor come pilota ufficiale ma viene spostato nel team cliente Pfaff Motorsports. Insieme a Zacharie Robichon conquistano quattro vittorie, inclusa la 12 Ore di Sebring, e vincono il campionato. Nel 2022 Vanthoor passa al DTM, ma la Porsche l'utilizza nella 24 Ore di Daytona dove chiude terzo e nella 24 Ore di Le Mans dove arriva quarto.

### DTM (2022)
Nel 2022 Vanthoor esordisce nel Deutsche Tourenwagen Masters con la Porsche 911 GT3 R del team SSR Performance.

### Porsche Hypercar (2022-presente)

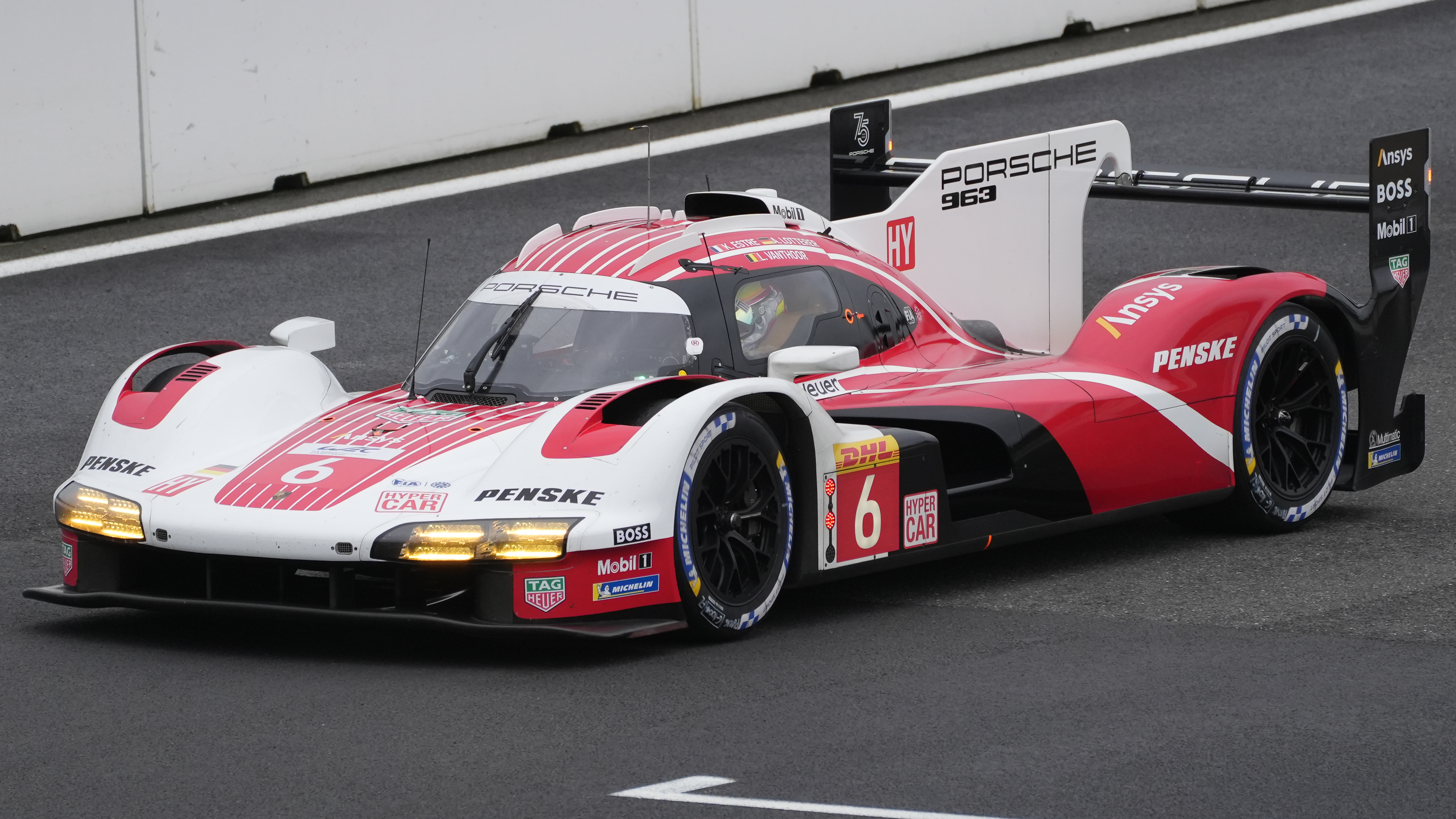
La Porsche 963 di Vanthoor durante la 6 ore di Spa 2023

Nel 2022 oltre al impegno nel DTM partecipa a diversi test con la nuova Porsche 963 LMDh. Il 24 giugno del 2022 viene presentata ufficialmente la nuova Porsche 963 e Vanthoor viene annunciato come pilota ufficiale. Il pilota belga porterà in pista la 963 nel Campionato IMSA WeatherTech SportsCar in equipaggio con André Lotterer e Kévin Estre.
Oltre agli impegni con l'Hypercar, nel febbraio del 2024 vince, in equipaggio con Ayhancan Güven e Matt Campbell, la 12 Ore di Bathurst, alla guida della Porsche 911 GT3 R. In quel anno arriva anche la prima vittoria nel WEC, nella 1812 km del Qatar. In seguito ottiene tre secondi posti e la Pole position nella 24 Ore di Le Mans 2024. Il team ottiene la vittoria nella 6 Ore del Fuji 2024, a fine stagione Vanthoor insieme ai suoi compagni André Lotterer e Kévin Estre diventato campioni del mondo d'endurance.

## Risultati

### Risultati nella IMSA
| Anno    | Team                      | Classe  | Vettura            | 1      | 2     | 3     | 4     | 5     | 6     | 7     | 8     | 9     | 10    | 11     | 12    | Pos. | Punti |
| ------- | ------------------------- | ------- | ------------------ | ------ | ----- | ----- | ----- | ----- | ----- | ----- | ----- | ----- | ----- | ------ | ----- | ---- | ----- |
| 2017    | Porsche GT Team           | GTLM    | Porsche 911 RSR    | DAY 6  | SEB 8 | LBH 3 | COA 8 | WGL 6 | MOS 6 | LIM 2 | ELK 2 | VIR 7 | LGA 7 | PET 5  |       | 287  | 6°    |
| 2018    | Porsche GT Team           | GTLM    | Porsche 911 RSR    | DAY 6  | SEB 3 | LBH 7 | MDO 1 | WGL 4 | MOS 6 | LIM 3 | ELK 4 | VIR 5 | LGA 2 | PET 6  |       | 308  | 5°    |
| 2019    | Porsche GT Team           | GTLM    | Porsche 911 RSR    | DAY 3  | SEB 5 | LBH 1 | MDO 1 | WGL 6 | MOS 1 | LIM 2 | ELK 3 | VIR 2 | LGA 7 | PET 5  |       | 330  | 1°    |
| 2020    | Porsche GT Team           | GTLM    | Porsche 911 RSR-19 | DAY 2  | DAY 2 | SEB 3 | ELK 5 | VIR 5 | ATL 6 | MDO   | CLT 6 | PET 5 | LGA 1 | SEB 2  |       | 289  | 6°    |
| 2021    | Pfaff Motorsports         | GTD     | Porsche 911 GT3 R  | DAY 12 | SEB 1 | MDO 6 | DET   | WGL 7 | WGL   | LIM 4 | ELK 1 | LGA 1 | LBH 2 | VIR 1  | PET 2 | 3284 | 1°    |
| 2022    | KCMG                      | GTD Pro | Porsche 911 GT3 R  | DAY 3  | SEB   | LBH   | LGA   | WGL   | MOS   | LIM   | ELK   | VIR   | PET   |        |       | 321  | 24°   |
| 2023    | Pfaff Motorsports         | GTD Pro | Porsche 911 GT3 R  | DAY 5  | SEB 1 | LBH   | LGA   | WGL   | MOS   | LIM   | ELK   | VIR   | IMS   |        |       | 659  | 12°   |
| 2023    | Porsche Penske Motorsport | GTP     | Porsche 963        |        |       |       |       |       |       |       |       |       |       | PET 10 |       | 236  | 25°   |
| 2024    | Porsche Penske Motorsport | GTP     | Porsche 963        | DAY 4  | SEB   | LBH   | LGA   | DET   | WGL   | ELK   | IMS   | PET   |       |        |       | 304  | 26°   |
| 2025    | Porsche Penske Motorsport | GTP     | Porsche 963        | DAY 1  | SEB 1 | LBH   | LGA   | DET   | WGL   | ELK   | IMS   | PET   |       |        |       | 760* |       |
| Legenda |                           |         |                    |        |       |       |       |       |       |       |       |       |       |        |       |      |       |

*Stagione in corso.

### Risultati nella 24 Ore di Le Mans
| Anno | Team                      | Co-piloti                       | Auto               | Classe   | Giri | Pos. | Class Pos. |
| ---- | ------------------------- | ------------------------------- | ------------------ | -------- | ---- | ---- | ---------- |
| 2015 | OAK Racing                | Chris Cumming Kévin Estre       | Ligier JS P2-Honda | LMP2     | 329  | DNF  | DNF        |
| 2016 | Michael Shank Racing      | Oswaldo Negri John Pew          | Ligier JS P2-Honda | LMP2     | 345  | 14°  | 9°         |
| 2018 | Porsche GT Team           | Michael Christensen Kévin Estre | Porsche 911 RSR    | GTE Pro  | 344  | 15°  | 1°         |
| 2019 | Porsche GT Team           | Michael Christensen Kévin Estre | Porsche 911 RSR    | GTE Pro  | 337  | 29°  | 9°         |
| 2020 | Porsche GT Team           | Michael Christensen Kévin Estre | Porsche 911 RSR-19 | GTE Pro  | 331  | 35°  | 6°         |
| 2021 | WeatherTech Racing        | Earl Bamber Cooper MacNeil      | Porsche 911 RSR-19 | GTE Pro  | 139  | DNF  | DNF        |
| 2022 | Porsche GT Team           | Michael Christensen Kévin Estre | Porsche 911 RSR-19 | GTE Pro  | 348  | 31°  | 4°         |
| 2023 | Porsche Penske Motorsport | Kévin Estre André Lotterer      | Porsche 963        | Hypercar | 320  | 22°  | 11°        |
| 2024 | Porsche Penske Motorsport | Kévin Estre André Lotterer      | Porsche 963        | Hypercar | 311  | 4°   | 4°         |
| 2025 | Porsche Penske Motorsport | Kévin Estre Matt Campbell       | Porsche 963        | Hypercar | 387  | 2°   | 2°         |

### Risultati completi DTM
(legenda) (Le gare in grassetto indicano la pole position) (Le gare in corsivo indicano Gpv)
| Anno | Team            | Vettura           | 1   | 2   | 3   | 4   | 5   | 6   | 7   | 8   | 9   | 10  | 11  | 12  | 13  | 14  | 15  | 16  | Punti | Pos. |
| ---- | --------------- | ----------------- | --- | --- | --- | --- | --- | --- | --- | --- | --- | --- | --- | --- | --- | --- | --- | --- | ----- | ---- |
| 2022 | SSR Performance | Porsche 911 GT3 R | POR | POR | LAU | LAU | IMO | IMO | NOR | NOR | NÜR | NÜR | SPA | SPA | RBR | RBR | HOC | HOC | 30    | 18º  |
| 2022 | SSR Performance | Porsche 911 GT3 R | 8   | 7   | 7   | 9   | 13  | Rit | 4   | 16  | Rit | 11  | Rit | 12  | Rit | 17  |     |     | 30    | 18º  |

### Risultati nel WEC
| Anno    | Squadra                   | Classe   | Vettura     | SEB | ALG | SPA | LMS | MON | FUJ | BHR |     | Punti | Pos. |
| ------- | ------------------------- | -------- | ----------- | --- | --- | --- | --- | --- | --- | --- | --- | ----- | ---- |
| 2023    | Porsche Penske Motorsport | Hypercar | Porsche 963 | 5   | 3   | Rit | 8   | 7   | 3   | 5   |     | 71    | 6°   |
| Anno    | Squadra                   | Classe   | Vettura     | QAT | IMO | SPA | LMS | SÃO | COA | FUJ | BHR | Punti | Pos. |
| 2024    | Porsche Penske Motorsport | Hypercar | Porsche 963 | 1   | 2   | 2   | 4   | 2   | 6   | 1   | 10  | 152   | 1°   |
| Anno    | Squadra                   | Classe   | Vettura     | QAT | IMO | SPA | LMS | SÃO | COA | FUJ | BHR | Punti | Pos. |
| 2025    | Porsche Penske Motorsport | Hypercar | Porsche 963 | 11  | 8   | 9   | 2   | 4   |     |     |     | 54*   |      |
| Legenda |                           |          |             |     |     |     |     |     |     |     |     |       |      |

* Stagione in corso.